# Носовский (хутор)
Носовский — хутор в Еланском районе Волгоградской области России. Входит в состав Тростянского сельского поселения.

## География
Хутор находится в северной части Волгоградской области, в пределах Хопёрско-Бузулукской равнины, на левом берегу реки Бузулук, на расстоянии примерно 22 километров (по прямой) к юго-западу от посёлка городского типа Елань, административного центра района. Абсолютная высота — 110 метров над уровнем моря.
Часовой пояс
Хутор Носовский, как и вся Волгоградская область, находится в часовой зоне МСК (московское время). Смещение применяемого времени относительно UTC составляет +3:00.

## Население
| 2010 |
| ---- |
| 76   |

Гендерный состав
По данным Всероссийской переписи населения 2010 года в гендерной структуре населения мужчины составляли 43,4 %, женщины — соответственно 56,6 %.
Национальный состав
Согласно результатам переписи 2002 года, в национальной структуре населения русские составляли 67 %, украинцы — 27 % из 145 чел.